# Look Back in Anger (chanson)
Pour les articles homonymes, voir Look Back in Anger.
Singles de David Bowie
DJ
(juin 1979) John, I'm Only Dancing (Again)
(décembre 1979)
Look Back in Anger est une chanson de David Bowie parue en 1979 sur l'album Lodger. Elle est également éditée en single aux États-Unis.

## Histoire
Comme la majorité des chansons de Lodger, Look Back in Anger est coécrite par Bowie avec Brian Eno. Son titre de travail est Fury. Sa conception se déroule en deux phases. La musique est enregistrée aux studios Mountain de Montreux (Suisse) en septembre 1978, puis la partie de chant est ajoutée dans un second temps aux studios Record Plant de New York, où prend également place le mixage.
Look Back in Anger est éditée en 45 tours aux États-Unis en août 1979 à la place de Boys Keep Swinging. Sa face B est Repetition, une autre chanson de Lodger. Ce single ne se classe pas dans le hit-parade établi par le magazine Billboard.
Bowie interprète cette chanson sur scène lors des tournées Serious Moonlight Tour (1983), Outside Tour (1995-1996), Earthling Tour (1997) et Heathen Tour (2003).

## Caractéristiques artistiques

### La chanson
Musicalement, Look Back in Anger se caractérise par un rythme effréné et les interventions de Brian Eno à la trompette et au cor. Le guitariste Carlos Alomar offre également un solo de guitare rythmique.
Les paroles de la chanson n'ont rien à voir avec la pièce La Paix du dimanche de John Osborne, bien qu'elle partage le même titre. Elles décrivent une rencontre avec un ange de la mort.

### Le clip
Le clip de Look Back in Anger est réalisé par David Mallet. Inspiré du Portrait de Dorian Gray d'Oscar Wilde, il met en scène Bowie dans le rôle d'un peintre qui met les dernières touches à un autoportrait dans son atelier. À sa grande horreur, la peau de son visage commence à se dissoudre et à fondre.

## Fiche technique

### Chansons
| 1. | Look Back in Anger | David Bowie, Brian Eno | 3:08 |
| 2. | Repetition         | David Bowie            | 2:59 |

### Interprètes et équipe de production
- David Bowie : chant, production
- Carlos Alomar : guitare
- George Murray : basse
- Dennis Davis : percussions
- Brian Eno : synthétiseur, trompette, cor d'harmonie
- Sean Mayes : piano
- Tony Visconti : chœurs, production